# Qantassaurus
Qantassaurus is een geslacht van plantenetende ornithischische dinosauriërs, behorend tot de groep van de Euornithopoda, dat tijdens het vroege Krijt leefde in het gebied van het huidige Australië. De enige benoemde soort is Qantassaurus intrepidus.

## Ontdekking en naamgeving
Op 27 februari 1996 vond vrijwilligster Nicole Evered tijdens opgravingen in het kader van het Dinosaur Dreaming Project van de Monash University en het National Museum of Victoria op het strand van het Bunurong Marine Park bij Flat Rocks nabij Inverloch in Victoria de onderkaak van een dinosauriër.

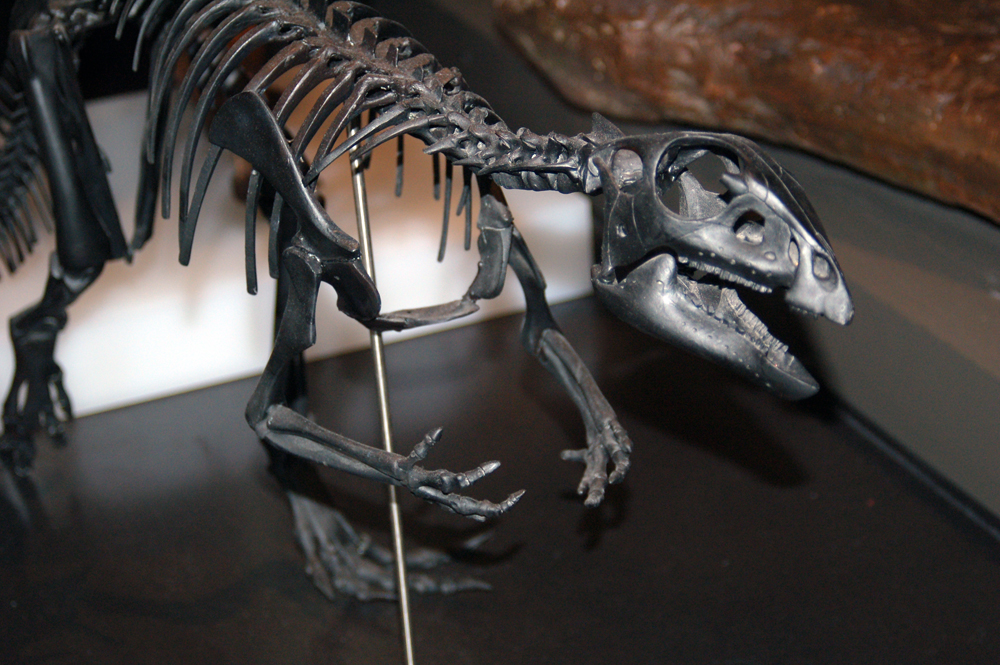
Een voornamelijk hypothetische reconstructie in het museum van Sydney

De typesoort Quantassaurus intrepidus werd in 1999 benoemd en beschreven door het echtpaar Patricia Vickers-Rich en Tom Rich. De geslachtsnaam eert de QANTAS ofwel Queensland and Northern Territory Air Service, de vliegmaatschappij die in de jaren negentig gratis de fossielen van een Russische dinosauriërexpositie Australië rondgevlogen had. De soortaanduiding betekent "onverschrokken" in het Latijn, een verwijzing naar de overlevingskracht van het kleine dier in het koude klimaat dat zijn leefgebied indertijd kenmerkte.
Het holotype, NMV P199075, is gevonden in lagen van de Wonthaggiformatie die dateert uit het Aptien, ongeveer 115 miljoen jaar oud. Het bestaat uit het dentarium, het tanddragend bot, van de linkeronderkaak. Twee andere fossielen hetzelfde jaar op dezelfde locatie gevonden zijn aan de soort toegewezen: NMV P198962, een linkerdentarium, en NMV P199087, een stuk rechterdentarium.

## Beschrijving
Qantassaurus is een kleine tweevoetige planteneter. Gregory S. Paul schatte in 2010 de lengte op twee meter, het gewicht op twintig kilogram. De onderkaak heeft twee onderscheidende kenmerken: hij is vooraan erg kort waarbij de bovenrand en de onderrand elkaar naar voren toe naderen; er staan tien tanden in. De tandkroon heeft aan de buitenzijde acht opvallende naar boven uitwaaierende verticale richels waaronder een primaire hoofdrichel. Het stuk kaak dat het holotype vormt, is robuust, hoog en zesenvijftig millimeter lang.

## Fylogenie
Qantassaurus is door de beschrijvers in de Hypsilophodontidae geplaatst. Tegenwoordig wordt begrepen dat dit geen natuurlijke groep is maar een parafyletische reeks van afsplitsingen van de stamboom. Qantassaurus wordt nu aangeduid als een basaal lid van de Euornithopoda.